# Saison 7 de Joséphine, ange gardien
 (août 2018).
Si vous disposez d'ouvrages ou d'articles de référence ou si vous connaissez des sites web de qualité traitant du thème abordé ici, merci de compléter l'article en donnant les références utiles à sa vérifiabilité et en les liant à la section « Notes et références ».
Chronologie
Saison 6 Saison 8
Cet article présente les épisodes de la septième saison de la série télévisée Joséphine, ange gardien.

## Liste des épisodes

### Épisode 1:Le Stagiaire
Scénariste :
- Virginie Boda

Réalisateur :
- Stéphane Kurc

Diffusion :
- 20 janvier 2003 sur TF1

Audience :
- France : 9,47 millions de téléspectateurs (38,4 % de part d'audience)

Distribution :
- Mimie Mathy : Joséphine
- Gabriel Le Normand : Gabriel, l’ange gardien stagiaire
- Julie Dray : Jennifer
- Guillaume Barbot : Ludovic, le père de Laeticia
- Selma Brook : Amélie
- Laure Duthilleul : Eliane Collignon, la marraine de Jennifer
- Geoffroy Thiebaut : Christian Collignon, le mari d’Eliane
- Thibault Vinçon : Alexis Collignon, le fils d’Eliane et Christian
- Grégory Fitoussi : Manu, le patron du bar
- Pascal Elso : Michel, le responsable du foyer
- Caroline Mouton : Sandrine
- Priscilla Bescond : Cathie
- Amélie Festa : Milène
- Audrey Laurent : Samia

Résumé : Joséphine vient en aide à Jennifer, une maman lycéenne, qui peine à s'occuper de son bébé et vit dans un foyer. Elle doit également former Gabriel, un futur ange gardien.
Profession de l’épisode : Joséphine est mère célibataire sans emploi.

### Épisode 2:Le Compteur à zéro
Scénaristes :
- Laurence Dubos
- Quentin Lemaire

Réalisateur :
- Henri Helman

Diffusion :
- 17 mars 2003 sur TF1

Audience :
- France : 8,88 millions de téléspectateurs (33,6 % de part d'audience)

Distribution :
- Mimie Mathy : Joséphine
- Jean-Pierre Michaël : Marc
- Cécile Bois : Sandrine, la femme de Marc
- Jerry Lucas : Bastien, le fils de Marc
- Christian Hecq : Kramer, le chef d’atelier de Marc
- Franck-Olivier Bonnet : Wajda, le patron des Taxis Wajda
- Sylvie Ferro : Françoise, une collègue de Sandrine et Marc
- Christophe Laubion : Alain Chaudron, un chauffeur de taxi de la compagnie
- Paul Le Person : Glorion, le taxi retraité, mentor de Wajda
- Mohammed Khouas : Farid, un collègue laveur de voiture de Marc
- Paulette Frantz : La vieille dame
- Samantha Markowic : La femme enceinte

Résumé : Joséphine vient en aide à Marc, laveur de voiture dans un garage, dans son apprentissage de la lecture et son rêve de devenir chauffeur de taxi.
Profession de l’épisode : Joséphine est chauffeuse de taxi.

### Épisode 3:Belle à tout prix
Scénaristes :
- Nicolas Cuche
- Eric Taraud

Réalisateur :
- Patrick Malakian

Diffusion :
- 5 octobre 2003 sur TF1

Audience :
- France : 9,03 millions de téléspectateurs (34,7 % de part d'audience)

Distribution :
- Mimie Mathy : Joséphine
- Mélisandre Meertens : Noémie
- Frédéric van den Driessche : Rodolphe Klein
- Claudine Wilde : Katia, la top modèle découverte par Rodolphe
- Jean-Jacques Le Vessier : Boris, l’assistant de Rodolphe
- Cyrielle Clair : Catherine, la mère de Noémie
- Victor Wagner : Jean, le père pharmacien de Noémie
- Raphaël Baudoin : Fabian, le petit ami de Noémie
- Vincent Colombe : Steve, l’agent des modèles
- Thierry Heckendorn : Michel Soulas, le rédacteur en chef du magazine Beauty
- Michèle Garcia : Mme Duclos, la cliente de la pharmacie
- Pascale Louange : Kristina
- Sabrina Van Tassel : Agneska

Résumé : Joséphine vient en aide à Noémie qui vient d'être choisie parmi plus de 300 candidates pour intégrer une célèbre agence de mannequins à Paris. La jeune provinciale est fébrile à l'idée de monter pour la première fois dans la capitale. Joséphine découvre que Noémie a en réalité un objectif caché : elle veut renouer avec son père biologique qui ne l'a pas connue, Rodolphe Klein, un grand photographe...
Profession de l’épisode : Joséphine est photographe de mode.

### Épisode 4:Sens dessus dessous
Scénaristes :
- Marie-Hélène Saller
- Hélène Woillot

Réalisateur :
- David Delrieux

Diffusion :
- 27 octobre 2003 sur TF1

Audience :
- France : 9,85 millions de téléspectateurs (39,2 % de part d'audience)

Distribution :
- Mimie Mathy : Joséphine
- Lucie Jeanne : Pauline Dubois
- Boris Terral : Renaud Guérin, le supérieur de Pauline et le neveu du PDG
- Grégori Baquet : François, le petit ami cuisinier de Pauline, au chômage
- Margot Abascal : Olivia, la comptable amoureuse de Renaud
- Charley Fouquet : Laura, une ancienne styliste harcelée par Renaud
- Nathalie Krebs : Elisabeth, la modéliste
- Emmanuelle Michelet : Sophie
- Viviane Bonelli : Isabelle
- Bernard Lanneau : Le PDG de Charme
- Stéphane Boutet : Le directeur de l’agence de mannequins, complice de Renaud
- Mathieu Bisson : M. Lubac, investisseur partenaire de Sens Dessus Dessous

Résumé : Joséphine vient en aide à Pauline, une styliste de talent victime de harcèlement sexuel par son supérieur. L’ange gardien doit lui donner le courage de quitter la boîte où elle travaille et créer la sienne.
Profession de l’épisode : Joséphine est styliste de mode.